# 高野尚子
高野尚子（たかの なおこ、1973年6月12日 - ）は、日本のネイリスト。有限会社ネイディーン、株式会社TNC 代表取締役社長。ネイルサロン「ネイディーン ネイルズ」主宰。「高野尚子インテグレイティッド  ネイルカレッジ」学院長。ネイルブランド「T-GELコレクション」クリエイティブディレクター。東京都生まれ。1女の母でもある。

## 来歴
東京都、五反田生まれ。短大を卒業後、美容の総合商社に入社。数年勤務し退社後、某ホテルのスパに入社後、ネイルを習い始める。エステグループのネイルの立ち上げに関わり、その後独立。2001年にネイルサロン「ネイディーン ネイルズ」を開業。2007年には「高野尚子インテグレイティッドネイルカレッジ」を開校。
ファッションのトレンドとリンクしたネイルアートから定番のネイルアートまで、数多くの雑誌や広告でネイルを提案。現在も精力的にサロンワークをこなす。大人の上質なネイルはファッション＆ビューティ界で活躍するトップクリエイターからも絶大な支持を得る。来日する海外セレブのネイルを担当、ネイルブランドや美容商品のプロデュースなど幅広い分野で活躍。

## 著書
- 高野尚子のネイルブック（2002年12月、グラフィック社）
- 高野尚子のジェルネイル＆ネイルケアマスターBOOK（2010年10月、成美堂出版）
- DVD付き高野尚子のジェルネイルセオリー（2011年11月、主婦の友社）

## 出演

### テレビ
過去の出演番組
- ソロモン流（2008年7月、テレビ東京）
- BeauTV VOGE（テレビ朝日）
- ヒルナンデス（日本テレビ）
- アートタイムトラベラー（NHKワールド）
- Amazing Experience（MTV）